# Наут

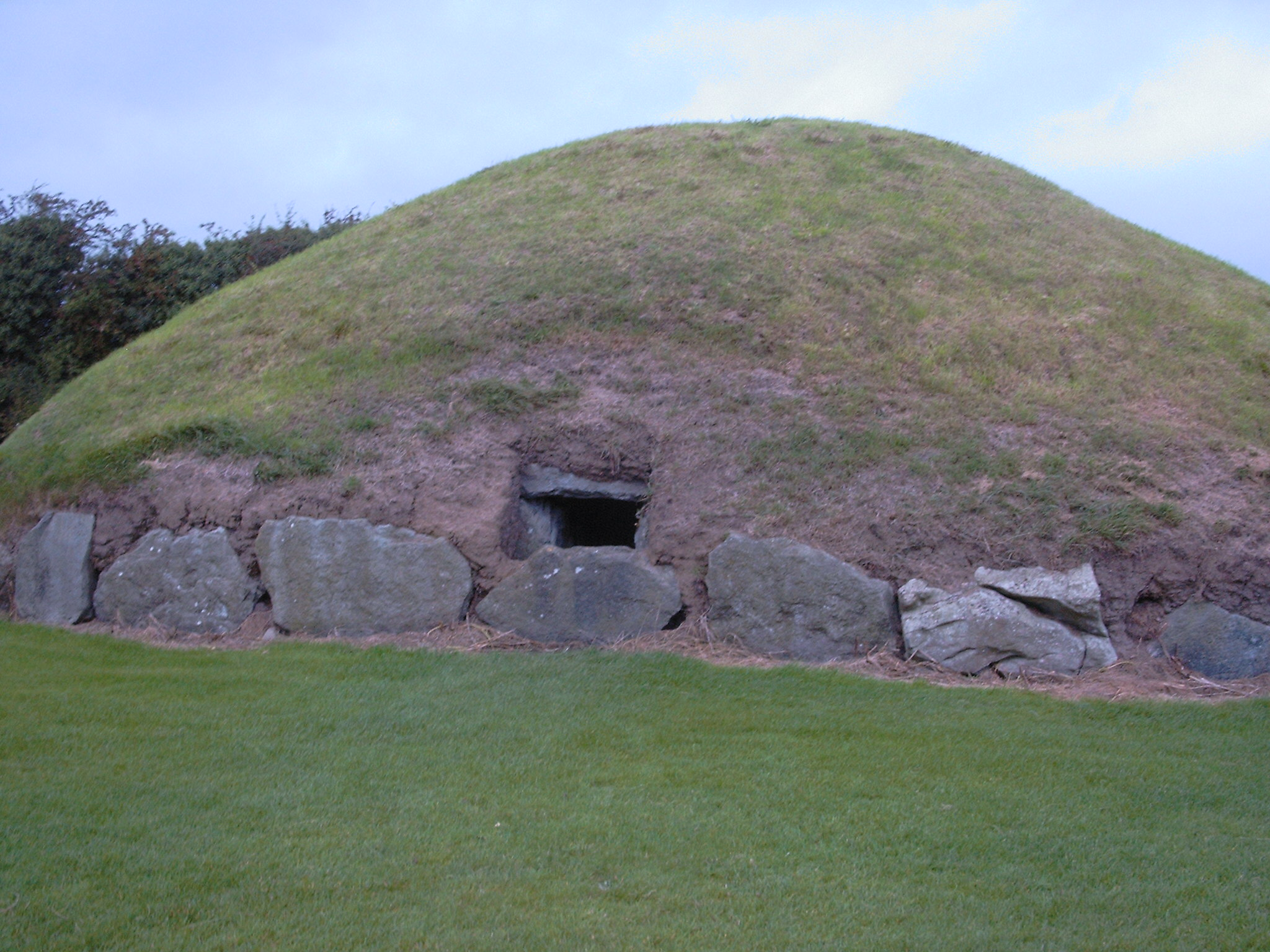
Общий вид кургана

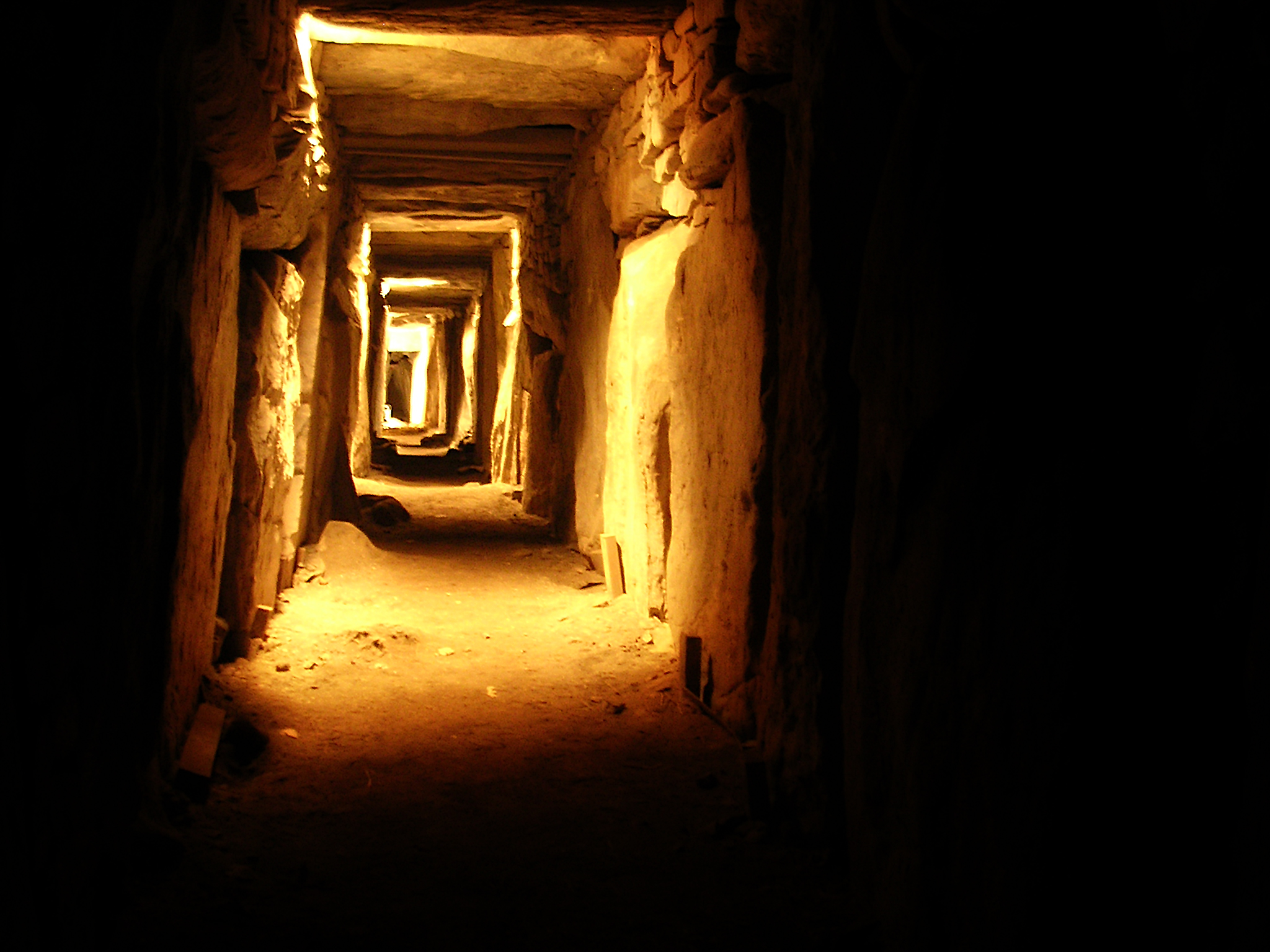
Восточный коридор

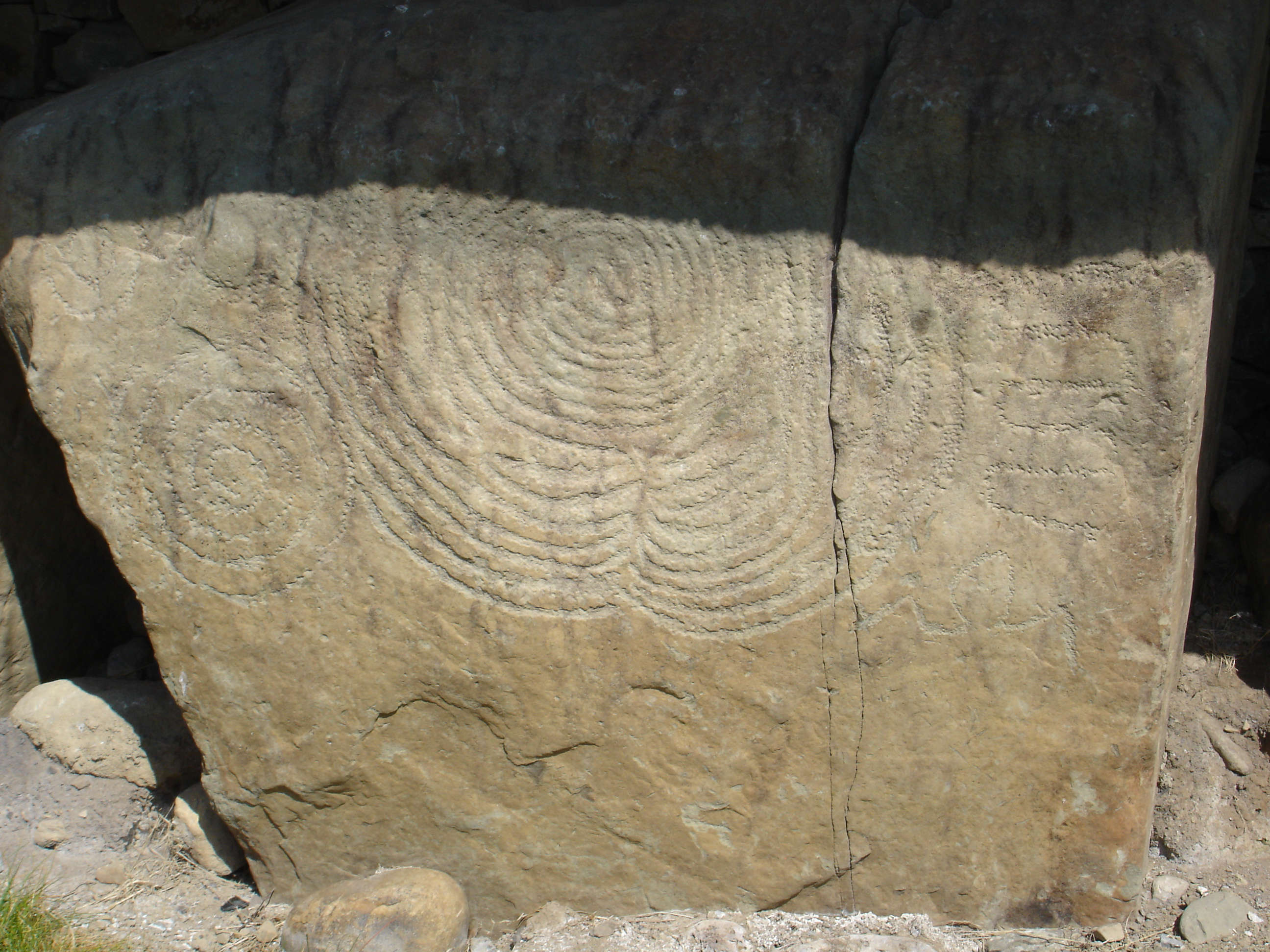
Мегалитические узоры, Наут

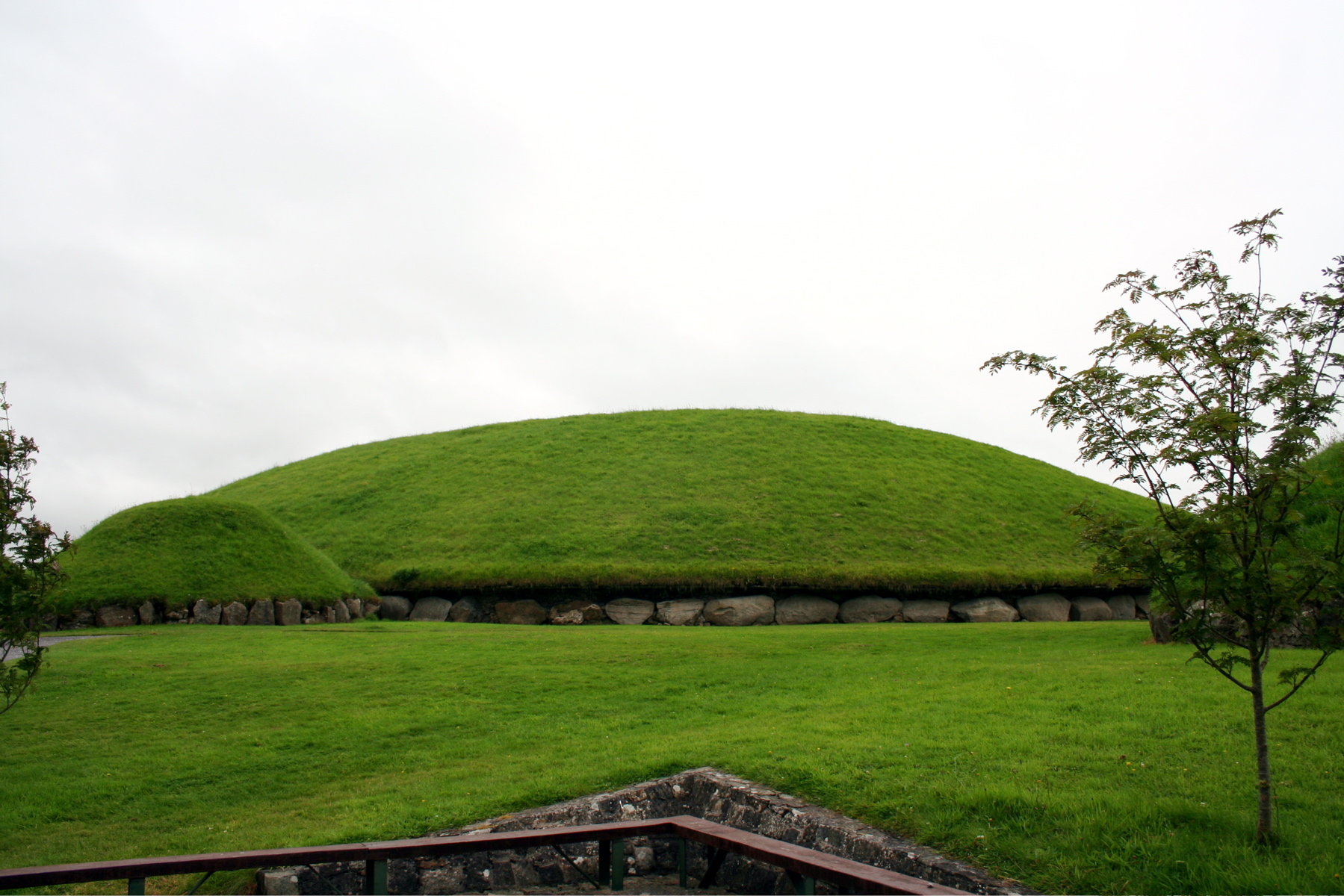
Обзор кургана

Наут (англ. Knowth, ирл. Cnobha, /naʊθ/) — неолитический курган с коридорами, древний археологический памятник погребального комплекса Бру-на-Бойн в долине реки Бойн в Ирландии.

## Общая характеристика
Наут — крупнейший из коридорных курганов в составе комплекса Бру-на-Бойн. Состоит из одного крупного кургана (объект 1, англ. Site 1) и 17 меньших курганов-спутников. Главный курган, который и известен под названием Наут (объект 1) представляет собой крупный курган (площадью около гектара), в котором проделаны два коридора, идущие с востока на запад. Курган окружают 127 бордюрных камней (3 из них отсутствуют, 4 серьёзно повреждены). Коридоры не связаны друг с другом, каждый из них ведёт в погребальную камеру. Восточный коридор ведёт в крестообразное помещение, подобное помещению в Ньюгрейндже. В нём имеется три ниши и камни с углублениями, в которые укладывались кремированные останки усопших.
Правая ниша — более крупная по размеру и изящнее декорирована изображениями мегалитического искусства, чем другие ниши; такое выделение одной из ниш типично для ирландских коридорных могильников подобного типа, однако причина подобного выделения непонятна. Западный коридор заканчивается в прямоугольной комнате, отделённой от самого коридора камнем-перемычкой. В данной комнате, по-видимому, также имелся камень с углублением («камень-бассейн»), позднее вынесенный оттуда; в настоящее время он находится далее по коридору.

## Мегалитическое искусство
Наут содержит более трети примеров мегалитического искусства всей Западной Европы. Свыше 200 камней с украшениями были обнаружены во время раскопок Наута. Немало произведений мегалитического искусства обнаружено на бордюрных камнях, в особенности на входах в коридоры. Мотивы, обнаруженные в Науте, типичны для мегалитического искусства — это спирали, ромбы и змеевидные фигуры. С другой стороны, именно в Науте изображения на камнях весьма разнообразны, встречаются необычные формы — например, полумесяц. Интересно отметить, что большинство этих изображений были вырезаны с обратной стороны камней, по-видимому, намеренно.

## История
Существуют свидетельства активности людей в районе Наута в позднем неолите и в бронзовом веке. Большинство артефактов археологи связывают с останками деревянного палисада, относящегося к культуре желобковой керамики, располагавшегося у входа в восточный пассаж. Как считают археологи, этот участок использовался как культовая территория после того, как большой курган Наута перестали использовать. Свидетельством проведения здесь ритуалов является большое количество вотивных приношений, обнаруженных в непосредственной близости от палисада.
В XII веке норманны использовали Наут в качестве мотта.
Холм Наута постепенно стал подвергаться эрозии, а земля, покрывавшая каирн, постепенно засыпала оба пассажа. Памятник практически не использовался в течение двух тысячелетий. Краткое время Наут использовался для погребений; археологи обнаружили 35 захоронений в ящиках, по-видимому, кельтского периода. Многие тела принадлежали женщинам. Особый интерес представляет захоронение, содержавшее тела двух обезглавленных юношей вместе с игровым набором.
В конце железного века, в раннехристианскую эпоху, Наут превратился в укрепление, окружённое рвами и сетью подземных галерей. На этом этапе Наут впервые стал обитаемым. Были вырыты два рва, один в основании кургана позади бордюрных камней, и второй на вершине. По-видимому, в это же время местные обитатели обнаружили входы в оба пассажа, о чём свидетельствуют раннехристианские граффити на камнях восточной камеры. Четыре имени вырезаны огамическим письмом. По-видимому, на данном этапе была предпринята попытка удалить из кургана камень с выемкой из западной камеры, однако в результате он был всего лишь передвинут и брошен в коридоре, в котором он застрял. В это же время в Науте находился политический центр ирландского королевства Северная Брега.
После краткого периода военных столкновений, связанных с вторжением норманнов в Ирландию, Наут оказался в управлении монахов аббатства Меллифонт. Как представляется, в этот период холм вновь использовался в качестве усадьбы или фермы. На вершине кургана были возведены каменные стены, а внутри них — каменные дома. После роспуска монастырей местность использовалась в основном для сельскохозяйственных целей, пока государство не приобрело участок в 1939 году.
В связи с тем, что коридоры Наута могли быть ориентированы по линии восток-запад, высказывались предположения о том, что назначение сооружения было как-то связано с датами равноденствий. В настоящее время, по ряду причин, ориентация Наута нарушена. Прежде всего, часть коридоров была в древности открыта более поздними поселенцами, которые частично разрушили их или перестроили; иными словами, первоначальные входы были уничтожены или искажены, поэтому выравнивание восток-запад является лишь гипотезой.

## Доступ в Наут
Доступ в Наут разрешён лишь экскурсиям. Все экскурсии начинаются в центре посетителей Бру-на-Бойн в Доноре (графство Мит). Посетители могут заглянуть в восточный коридор, однако доступ вовнутрь закрыт.